# Plewnik, Voivodato de Mazovia
Plewnik [ˈplɛvnik] es un pueblo ubicado en el distrito administrativo de Gmina Krzynowłoga Małun, dentro de Condado de Przasnysz, Voivodato de Mazovia, en el de este de Polonia central. Se encuentra aproximadamente a 6 kilómetros al este de Krzynowłoga Małun, a 17 kilómetros al norte de Przasnysz, y a 106 kilómetros al norte de Varsovia.
Durante la ocupación Nazi formó parte de la zona de entrenamiento militar de Nuevo Berlín.